# Bobby Parker (Fußballspieler, 1891)
Robert „Bobby“ Norris Parker (* 27. März 1891 in Glasgow; † 1950 in Liverpool) war ein schottischer Fußballspieler und -trainer.

## Sportlicher Werdegang
Parker kam über Third Lanark und den FC Ashfield 1910 aus der Glasgow Junior Football League zu den Glasgow Rangers. Dort konnte er sich gegen Willie Reid nicht durchsetzen und kam in den folgenden Jahren nur zu 17 Ligaeinsätzen für den Klub in der Division One, dabei erzielte er ebenso viele Tore. Zwar gewann der Klub dreimal in Folge die schottische Meisterschaft, aufgrund der Anzahl der Spiele – in der Spielzeit 1912/13 erreichte er mit neun Spielen die persönliche beste Bilanz – ist jedoch fraglich, ob er eine Meistermedaille erhielt. Nachdem sich seine Situation nicht gebessert hatte, wechselte er im November 1913 nach England zum FC Everton. Bei seinem Debüt in der First Division erzielte er gegen Sheffield Wednesday sein erstes Ligator, bis zum Ende der Spielzeit 1913/14 gelangen ihm in 24 Ligaspielen 17 Saisontore und damit führte er den Klub als Tabellen-15. mit fünf Punkten Vorsprung auf einen Abstiegsplatz zum Klassenerhalt. Die folgende Spielzeit war umso erfolgreicher: Mit 36 Saisontoren in 35 Ligaspielen krönte er sich nicht nur zum Torschützenkönig der Spielzeit 1914/15, der Klub holte auch den zweiten Meistertitel der Vereinsgeschichte. Dabei erzielte er vier Treffer gegen Sheffield Wednesday, gegen den Lokalrivalen FC Liverpool, AFC Sunderland, Manchester City, Aston Villa und die Bolton Wanderers gelang ihm ein Hattrick. Im Wettbewerb um den FA Cup 1914/15 erreichte er zudem mit der Mannschaft das Semifinale gegen den FC Chelsea, nach einer früher Verletzung von Harry Makepeace – Auswechslungen waren seinerzeit nicht erlaubt – ging das Spiel in Unterzahl jedoch mit 0:2 verlorenen.
Die Auswirkungen des Ersten Weltkriegs brachten im Sommer 1915 den Spielbetrieb zum Erliegen. Parker diente für die Royal Scots Fusiliers und das Royal Pioneer Corps an der Front und wurde von einer Gewehrkugel getroffen, zeitweise war er zudem als Gastspieler für seinen Ex-Klub Glasgow Rangers sowie Greenock Morton aktiv. Nach Wiederaufnahme des Spielbetriebs lief er noch bis 1921 für den FC Everton auf, konnte aber auch aufgrund seiner Kriegsverletzung nicht mehr an die alte Torgefahr anknüpfen. 1921 wurde er zu Nottingham Forest in die Second Division transferiert. Mit dem Klub stieg er als Zweitligameister am Ende der Spielzeit 1921/22 in die erste Liga auf. 
1923 wechselte Parker als Spielertrainer zum FC Fraserburgh, hier beendete er später seine aktive Laufbahn. Anschließend übernahm er den Cheftrainerposten bei Bohemians Dublin. Dort gewann er 1928 das nationale Triple aus Meisterschaft der League of Ireland, FAI Cup und League of Ireland Shield.